# Vatikanbanken
Vatikanbanken, formellt Istituto per le Opere di Religione (IOR), "Institutet för religiös verksamhet", är en privat finansiell institution i Vatikanstaten. Den grundades 1942 och dess roll är att skydda och administrera egendom avsedd för religiösa och filantropiska ändamål. Banken leds av en president men överses också av fem kardinaler som rapporterar direkt till Vatikanen och Vatikanens statssekreterare. Stor mystik omger banken och dess dagliga verksamhet, varför den ofta kallats för "världens hemligaste bank". Vatikanbanken har anklagats för penningtvätt och en av dess ledare, monsignor Nunzio Scarano, står åtalad för detta brott.

## Organisation
Enligt organisationens stadgar består IOR av fem delar:  
- En kommission bestående av fem kardinaler, vilka väljs för fem år i taget och vilka i sin tur väljer sin president. De fem kardinalerna är:[2]
  - Santos Abril y Castelló
  - Thomas Christopher Collins, ärkebiskop i Toronto
  - Pietro Parolin, Vatikanstatens statssekreterare
  - Christoph Schönborn, ärkebiskop i Wien
  - Jean-Louis Tauran

- En "prelat" som väljs av kommissionen med påvens godkännande.

- En överstyrelse, vilken definierar strategin och som har övergripande ansvar för verksamheten. Nuvarande[när?] styrelse:[3]
  - Ernst von Freyberg, president
  - Ronaldo Hermann Schmitz, vice-president
  - Carl A. Anderson
  - Antonio Maria Marocco
  - Manuel Soto Serrano

- Ett direktorat som har ansvar för dagliga aktiviteter och som är ansvariga inför överstyrelsen.

Den 24 juni 2013 skapade påven Franciskus en ny kommission (Pontifical Commission) Den nya kommissionen skall samla information om IOR:s juridiska status och de olika verksamheter som bedrivs av institutet. Dess fem medlemmar är: 
- Kardinal Raffaele Farina, president
- Kardinal Jean-Louis Pierre Tauran
- Biskop Juan Ignacio Arrieta Ochoa de Chinchetru, koordinator
- Monsignor Peter Bryan Wells, sekreterare
- Professor Mary Ann Glendon

## Kritik
En dokumentärfilm, Holy Money, beskriver banken och Katolska kyrkans finansiella praktik ur ett kritiskt perspektiv. Filmen beskriver penningtvätten men också Katolska kyrkans sexskandaler och de finansiella frågorna runt detta.